# Phymasterna annulata
Phymasterna annulata är en skalbaggsart som beskrevs av Leon Fairmaire 1903. Phymasterna annulata ingår i släktet Phymasterna och familjen långhorningar.
Artens utbredningsområde är Madagaskar. Inga underarter finns listade i Catalogue of Life.